# Mandeville-en-Bessin
Mandeville-en-Bessin település Franciaországban, Calvados megyében. Lakosainak száma 309 fő (2022. január 1.). Mandeville-en-Bessin Blay, Mosles, Rubercy, Saon, Surrain, Trévières és Formigny La Bataille községekkel határos.

## Népesség
A település népességének változása:
| Lakosok száma | 368  | 305  | 262  | 274  | 372  | 348  | 336  | 335  | 326  | 309  |
|               | 1968 | 1982 | 1990 | 2006 | 2013 | 2015 | 2017 | 2019 | 2020 | 2022 |